# Torneo WTA de Praga 2024
El Prague Open de 2024 fue un torneo profesional de tenis jugado en cancha dura. Fue la 15 edición del torneo que formó parte de los torneos WTA 250 del 2024. Se llevó a cabo en Praga (República Checa) entre el 21 de julio y el 26 de julio de 2024.

## Distribución de puntos
| Modalidad           | Campeona | Finalista | Semifinales | Cuartos de final | 2ª ronda | 1ª ronda | Clasificadas | 3ª ronda de clasificación | 2ª ronda de clasificación | 1ª ronda de clasificación |
| Individual femenino | 280      | 180       | 110         | 60               | 30       | 1        | 18           | 14                        | 10                        | 1                         |
| Dobles femenino     | 280      | 180       | 110         | 60               | -        | 1        | -            | -                         | -                         | -                         |

## Cabezas de serie

### Individuales femenino
| Tenista            | Ranking | Preclasificada |
| Linda Nosková      | 26      | 1              |
| Kateřina Siniaková | 36      | 2              |
| Anhelina Kalinina  | 47      | 3              |
| Magda Linette      | 48      | 4              |
| Viktoriya Tomova   | 49      | 4              |
| Magdalena Fręch    | 56      | 6              |
| Nadia Podoroska    | 71      | 7              |
| Anna Schmiedlová   | 79      | 8              |

- Ranking del 15 de julio de 2024.

### Dobles femenino
| Tenista                               | Ranking | Preclasificada |
| Barbora Krejčíková Kateřina Siniaková | 24      | 1              |
| Shuko Aoyama Ena Shibahara            | 50      | 2              |
| Tereza Mihalíková Olivia Nicholls     | 112     | 3              |
| Wu Fang-hsien Zhang Shuai             | 139     | 4              |

## Campeonas

### Individual femenino
Magda Linette venció a  Magdalena Fręch por v

### Dobles femenino
Barbora Krejčíková /  Kateřina Siniaková vencieron a  Bethanie Mattek-Sands /  Lucie Šafářová por 6-3, 6-3